# 追坂峠
追坂峠（おっさかとうげ）は、滋賀県高島市の国道161号上にある峠である。標高は162m。

## 概要
峠は161号を起点からトレースしてくると初めて琵琶湖を視認できるポイントでもある。
なお、この峠を含む高島市マキノ町海津から福井県敦賀市に至る区間を七里半越と呼ぶ。

## 道路状況
この峠のある国道161号は福井県の主要都市である敦賀市と滋賀県の県庁所在地である大津市を結ぶ道であり、山道ではあるものの登坂車線もあり2車線も確保されている。重要な地方都市同士を結ぶ道路のため交通量も多い。この峠附近にある道の駅マキノ追坂峠はいつも利用が多く、駐車スペースも広く取られているので、いったんここで休憩してから敦賀に入るという人が多く見られる。

## 峠附近
- 道の駅マキノ追坂峠

## 峠附近からの接続道路
- 国道8号（敦賀市疋田交叉点）
- 国道303号（高島市野口交叉点より重複）